# Bezirk Jazłowiec
Bezirk Jazłowiec – dawny powiat (Bezirk) kraju koronnego Królestwo Galicji i Lodomerii, funkcjonujący w latach 1854–1867. Siedzibą starostwa było miasteczko Jazłowiec.

## Historia
Bezirk Jazłowiec utworzono w ramach reformy uwłaszczeniowej z okresu Wiosny Ludów (1848–1849), która likwidowała jurysdykcję właściciela ziemskiego nad poddanymi. W Galicji, dominium – jako podstawowa jednostka administracyjna i filar systemu feudalnego straciło rację bytu. Konieczne stało się zatem wprowadzenie nowego systemu administracyjnego, którego zręby powstały w latach 1851–1855. Nowy trójstopniowy podział administracyjny objął 21 cyrkułów (niem. Kreise), 179 małych powiatów (niem. Bezirke) i ponad 6000 gmin (niem. Gemeinde).
Bezirk Jazłowiec objął obszar o wielkości 7,0 mil², zamieszkany przez 24.420 ludzi i podzielony na 29 gmin katastralnych, w tym jedno miasteczko (Jazłowiec). Wszedł w skład cyrkułu czortkowskiego, jako jeden z jego dziewięciu powiatów.
Po nadaniu Galicji autonomii oraz powołaniu samorządu gminnego i powiatowego w 1865 zlikwidowano cyrkuły (Kreise). Dotychczasowe małe powiaty (Bezirke) w liczbie 179, utrzymały się do 1867 roku, kiedy to w następstwie kolejnej reformy administracyjnej (23 stycznia 1867) zostały zastąpione przez 74 większych powiatów. Obszar zniesionego Bezirk Jazłowiec wszedł wtedy w skład nowych powiatów buczackiego, czortkowskiego i zaleszczyckiego (vide podział w tabeli poniżej). 19 czerwca 1867 oraz 1 listopada 1880 częściowo zmieniono granice tych powiatów.

## Podział administracyjny (1854)
| Lp. | Gmina jednostkowa        | Powierzchnia | Ludność | Powiat w 1867 po zniesieniu |
| --- | ------------------------ | ------------ | ------- | --------------------------- |
| 1   | Jazłowiec (m)            | 1650         | 1736    | czortkowski                 |
| 2   | Browary                  | 1152         | 547     | czortkowski                 |
| 3   | Nowosiółka               | 3381         | 815     | czortkowski                 |
| 4   | Duliby                   | 2399         | 763     | czortkowski                 |
| 5   | Ćwitowa                  | 1839         | 589     | czortkowski                 |
| 6   | Rzepińce                 | 1734         | 586     | buczacki                    |
| 7   | Pomorce                  | 2083         | 459     | buczacki                    |
| 8   | Połowce                  | 3769         | 1095    | czortkowski                 |
| 9   | Krzywołuka               | 1236         | 462     | czortkowski                 |
| 10  | Pauszówka                | 3342         | 1173    | czortkowski                 |
| 11  | Zaleszczyki Małe         | 1895         | 497     | buczacki                    |
| 12  | Bazar                    | 3871         | 1063    | czortkowski                 |
| 13  | Przedmieście             | 1154         | 397     | czortkowski                 |
| 14  | Żnibrody                 | 1200         | 601     | czortkowski                 |
| 15  | Beremiany z Alt-Głęboką  | 2998         | 946     | zaleszczycki                |
| 16  | Burakówka                | 2827         | 1332    | zaleszczycki                |
| 17  | Słobódka (Koszyłowiecka) | 1432         | 576     | zaleszczycki                |
| 18  | Capowce                  | 2314         | 1075    | zaleszczycki                |
| 19  | Koszyłowce               | 3095         | 745     | czortkowski                 |
| 20  | Popowce                  | 1943         | 473     | zaleszczycki                |
| 21  | Sadki                    | 2034         | 901     | zaleszczycki                |
| 22  | Latacz z Alt-Bilińcami   | 2729         | 1282    | zaleszczycki                |
| 23  | Świerzkowce              | 1058         | 442     | zaleszczycki                |
| 24  | Chmielowa                | 1085         | 538     | zaleszczycki                |
| 25  | Drohiczówka              | 1840         | 782     | zaleszczycki                |
| 26  | Słobódka (Dżuryńska)     | 1644         | 806     | czortkowski                 |
| 27  | Trybuchowce              | 7944         | 2231    | buczacki                    |
| 28  | Pyszkowce                | 2447         | 586     | buczacki                    |
| 29  | Dżuryn                   | 2764         | 922     | czortkowski                 |

Objaśnienie:
(M) = miasto; (m) = miasteczko